# 金泰洙 (1905年生)
金 泰洙（キム・テス、朝鮮語: 김태수、1905年1月29日 - 1970年8月14日）は、日本統治時代の朝鮮および大韓民国の教員、政治家。制憲韓国国会議員。

## 経歴
慶尚南道昌原郡または忠武市出身。1925年、定州五山中学校卒。慶南熊東ケグァン学校教員、農家、新幹会昌原郡支部総務幹事、朝鮮青年総同盟昌原郡委員長、鎮海漁業組合監事・組合長、鎮海中学校父兄会長、鎮海金融組合長、大韓独立促成国民会鎮海邑支部長・昌原郡支部長、昌原郡農会評議員、民主共和党慶尚南道第5地区党委員長・中央常任委員などを務めた。
1970年8月14日、鎮海市内の自宅で脳溢血により死去。享年66。